# Từ Hoàng Thông
Từ Hoàng Thông (* 22. Juni 1972 in Saigon) ist ein vietnamesischer Großmeister im Schach.
Mit der vietnamesischen Nationalmannschaft nahm er an zehn Schacholympiaden (1990–2008) teil. Außerdem nahm er sechs Mal an den asiatischen Mannschaftsmeisterschaften (1991–2005) teil.
Im Jahr 1993 wurde er Internationaler Meister, seit 1999 trägt er den Titel Großmeister und seit 2019 den Titel FIDE-Trainer.
| Die zur Anzeige dieser Grafik verwendete Erweiterung wurde dauerhaft deaktiviert. Wir arbeiten aktuell daran, diese und weitere betroffene Grafiken auf ein neues Format umzustellen. (Mehr dazu) |